# Pol Figueras
Pol Figueras López (Tarragona, 21 marzo 1998) è un cestista spagnolo.